# 핫야이 국제공항
핫야이 국제 공항(태국어: ท่าอากาศยานหาดใหญ่ 영어: Hat Yai International Airport IATA: HDY, ICAO: VTSS) 핫야이 시 근처에 있는 태국 남부의 국제 공항이다.  태국의 공항 관리소 태국 신공항 공사(AOT)의 관리하에 있으며 메카로의 순례 여행에서 이슬람교 인들에게 중요한 공항이다.  매년 1,500,000 명 이상의 승객과 9,500 편의 항공편 및 12,000 톤의화물을 처리한다. 공항은 250 만명의 승객을 위해 설계되었으며, 2015년 9월에 이미 356 만대를 사용하고 있으며, 2018년까지는 450 만대, 2030년에는 1,000 만대로 확장 되었다.

## 운항 노선
| 항공사           | 목적지                                                     |
| ---------------- | ---------------------------------------------------------- |
| 방콕항공         | 푸껫                                                       |
| 쿤밍 항공        | 쿤밍                                                       |
| 녹에어           | 방콕(돈므앙)                                               |
| 스쿠트           | 싱가포르                                                   |
| 타이 에어아시아  | 방콕(돈므앙), 치앙마이, 치앙라이, 콘깬, 쿠알라룸푸르, 라용 |
| 타이 라이온 에어 | 방콕(돈므앙), 우돈타니                                     |
| 타이 스마일 항공 | 방콕(수완나품)                                             |

## 사고 및 사건
- 2005년 4월 3일, 송클라 폭탄테러때 파타니 분리주의자들이 출국 라운지에 심은 폭탄이 폭발해 승객 1명이 숨지고 10명이 다쳤다.[2]